# Nelja Štepová
Nelja Štepová (* 13. září 1960, Slovjansk) je ukrajinská politička. Působila jako starostka Slovjansku od roku 2010 do dubna 2014, kdy ji sesadil separatistický vůdce Vjačeslav Ponomarjov. Její pád započal válku na Donbasu.
Během počátku povstání na východě Ukrajiny veřejně podpořila ozbrojené síly ruského velitele Igora Girkina, a vyslovila se pro konání referenda o statusu Donbasu. Následně tvrdila, že jejich podporu pouze předstírala, aby ochránila civilisty a vyjednala propuštění rukojmích. V televizních vystoupeních své postoje opakovaně měnila a již 15. dubna označila ozbrojence za „zelené mužíčky“, čímž odkazovala na neoznačené ruské vojáky, kteří v předchozích týdnech obsadili Krym.
Po osvobození Slovjansku ukrajinskou armádou v červenci 2014 byla Štepa zatčena Službou bezpečnosti Ukrajiny (SBU) a obviněna z narušení územní celistvosti a podpory terorismu. Byla držena ve vazbě v Charkově a čelila návrhu na doživotní trest. Mezinárodní organizace, včetně Amnesty International a Úřadu Vysokého komisaře OSN pro lidská práva, zpochybnily férovost jejího procesu. V roce 2017 byla propuštěna z vězení a později umístěna do domácího vězení. Roku 2019 jí Evropský soud pro lidská práva přiznal odškodnění za porušení práva na spravedlivý proces.
V letech 2019 a 2020 se pokusila vrátit do politiky – nejprve jako kandidátka za proruskou stranu Opoziční platforma – Za život ve volbách do parlamentu, později jako kandidátka na starostku Slovjansku za stranu Mír a rozvoj. V obou případech neuspěla.